# Heligmomerus somalicus
Heligmomerus somalicus is een spinnensoort uit de familie van de valdeurspinnen (Idiopidae).
De wetenschappelijke naam van de soort werd in 1896 gepubliceerd door Reginald Innes Pocock.